# Harald Steen
Harald Steen, född 2 april 1886 i Kristiania (nuvarande Oslo), död 18 april 1941 i Oslo, var en norsk sångare (tenor) och skådespelare.
Steen debuterade på Nationaltheatret 1902 och var därefter anställd vid Centralteatret 1908–1927. Med sitt slagfärdiga humör, sin smidiga karakteriseringsförmåga och sin ypperliga röst bar han upp en stor del av teaterns repertoar inom lustspel, folkkomedi, operett och opera. Han spelade en rad operaroller, bland annat i La Bohème, Tosca  och Madama Butterfly. Steen debuterade på filmduken 1927 i filmen Den glade enke i Trangvik.
Harald Steen var gift med skådespelaren Signe Heide Steen och var far till Randi Heide Steen, Harald Heide Steen och Kari Diesen.

## Filmografi
Enligt Internet Movie Database:
- 1927 – Den glade enke i Trangvik
- 1928 – Cafe X
- 1937 – Ungt blod
- 1938 – Det drønner gjennom dalen
- 1939 – Familien på Borgan
- 1939 – De värnlösa
- 1940 – Tørres Snørtevold
- 1941 – Hansen og Hansen
- 1941 – Gullfjellet